# Giuseppe Chiara
Giuseppe Chiara (Chiusa Sclafani, 1602 – Edo, 24 agosto 1685) è stato un missionario gesuita italiano attivo in Giappone nel XVII secolo.

## Biografia
Chiara nacque a Chiusa Sclafani, nel regno di Sicilia. Giunse in Giappone nell'epoca in cui la cristianità era rigorosamente vietata, nel tentativo di individuare il successore di Cristóvão Ferreira che nel 1633 aveva abiurato la sua fede cristiana a causa delle torture delle autorità giapponesi. Anche Chiara fu torturato e per questo anch'egli abiurò.
Dopo la rivolta di Shimabara, arrivò sull'isola di Oshima e fu in seguito arrestato nella provincia di Chikuzen nel maggio 1643. Sposò successivamente una donna giapponese, rilevando il nome e lo status di samurai del suo defunto marito, Okamoto San'emon (岡本三右衛門 in giapponese), e visse in Giappone fino alla sua morte, avvenuta a Edo il 24 agosto 1685, all'età di 83 anni.

## Nella cultura di massa
Il personaggio protagonista del romanzo Silenzio di Shūsaku Endō, Sebastião Rodrigues, è basato sulla figura storica di Chiara. È stato interpretato da David Lampson nella trasposizione cinematografica del 1971 e da Andrew Garfield in quella del 2016.